# 羅定素龍機場
羅定机场位於廣東省羅定市，距离城区8.1km。目前作为通用机场使用。

## 历史
20世纪60年代末，罗定县曾在船步公社船东、云罗两村之间兴建一个供造林飞播，杀虫用的农用机场（原名长腰岗机场），飞行带（土跑道）长650米、宽150~200米，泥地停机坪长80米、宽60米，没有设备设施。
1990年11月26日，罗定县决定将农用机场改建成多功能的通用机场。机场故建地点定在素龙镇沙豪岗村，占地面积320亩，工程于1991年3月20日动工，同年10月竣工验收。建有一座三层的候机楼（面积790平方米），内设调度指挥台，配备通讯导航系统、气象观测场，在跑道北头1000米处设一个近距离导航台。同年11月28日通过民航中南管理局试飞合格，于12月8日举行通航庆典，成为全国第一个自筹资金建成的山区县级通用航空机场。
1992年5月，罗定县委、县政府又决定将罗定适用航空机场扩建为民用航空运输机场。机场扩建工程于1992年12月动工，1993年12月竣工，建设总投资3850万元，机场规模为3- B 等级，占地850亩，配备美国产仪表若陆系统及安检等设备，增设北下滑台、南航向台以及增建一幢两层半的生活楼。1993年12月8日通过竣工验收、试飞，于当年12月20日罗定设市庆典日使用南航36座"萨博-340”型客机接送来宾，首航广州一罗定成功。
1991年12月11日起，罗定机场营运部门租用8座南航"海岛人"飞机，开通珠海一广州﹣罗定，深圳一罗定的往返航班，周一至周六每天各飞行一班。
1993年12月20日，开始使用瑞典产的36座"萨伯﹣340"型客机。开通深圳一罗定一深圳航班，每周一、三、五飞行。
1996年底，由于南方航空公司的"萨博﹣340"转让给山东航空等原因，航班停飞。在1991~1996年，共飞行3759班次，接送乘客3.69万人次。此后罗定机场鲜有民航航班飞行记录。
1997年后，珠海直升机公司、阳江通用航空有限公司、广东省通用航空有限公司到机场进行飞行、训练和巡视活动。此后又有其他通用航空公司进驻。